# Pistosaurus longaevus
Il pistosauro (Pistosaurus longaevus) è un rettile estinto, appartenente ai saurotterigi. Visse nel Triassico medio (Anisico - Ladinico, circa 247 - 242 milioni di anni fa) e i suoi resti fossili sono stati ritrovati in Europa (Germania, Italia).

## Descrizione
Questo animale è noto principalmente per uno scheletro incompleto privo di cranio e per un cranio isolato (non ritrovato in connessione anatomica con lo scheletro). Pistosaurus era lungo circa tre metri, e alcune caratteristiche anatomiche sembrano intermedie tra quelle dei notosauri e dei plesiosauri. Il cranio di Pistosaurus, rispetto a quello dei notosauri coevi come Simosaurus, possedeva un muso molto più stretto; il cranio era generalmente basso, ma è possibile che la parte posteriore fosse dotata di una cresta sagittale per l'inserzione di potenti muscoli delle fauci. L'osso pterigoide possedeva un processo quadrato lungo e grande. Le narici erano piccole, mentre i denti della premascella erano più grandi di quelli della mascella.
Lo scheletro postcranico attribuito a Pistosaurus possedeva una colonna vertebrale rigida, come quella dei plesiosauri, con processi traversi ingranditi e spine neurali robuste. Le vertebre caudali, però, erano piccole. La scapola era piuttosto piccola, mentre l'omero era relativamente dritto e con una parte distale espansa. Ulna e radio erano più corti. In generale, le zampe dovevano essere abbastanza simili a pagaie.

## Classificazione
Pistosaurus venne descritto per la prima volta nel 1839, sulla base di un cranio fossile ritrovato nel Muschelkalk della Germania; uno scheletro incompleto, privo di cranio, venne ritrovato nella stessa formazione. Questi fossili sono stati attribuiti alla medesima specie, Pistosaurus longaevus. Questo animale è stato inizialmente classificato come un notosauro avanzato; successivamente è stato considerato parte di una linea evolutiva distinta, che diede origine ai plesiosauri. 

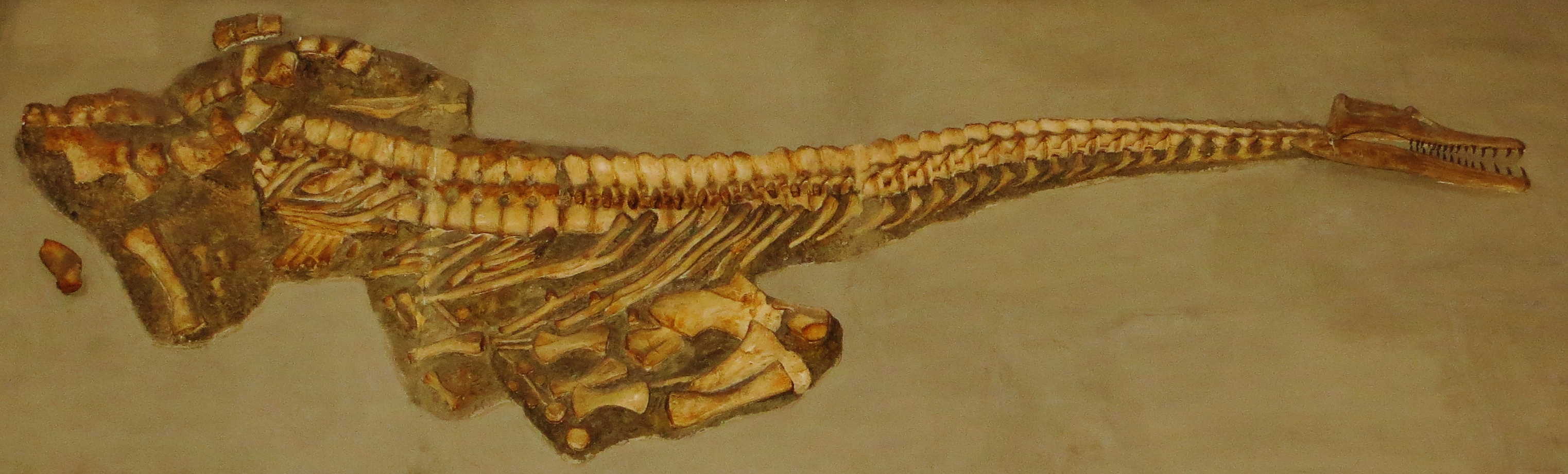
Scheletro e cranio di Pistosaurus longaevus. Cranio e postcranio non sono stati ritrovati in associazione.

Pistosaurus è considerato attualmente il genere tipo della famiglia dei pistosauridi, un gruppo di saurotterigi che comprende anche Augustasaurus del Nordamerica e Yunguisaurus della Cina. In alcune analisi filogenetiche, la famiglia non è considerata monofiletica.
Pistosaurus è noto per alcuni resti ritrovati in Germania e per alcuni fossili frammentari rinvenuti in Italia, in Val di Centa (Dalla Vecchia e Avanzini, 2002). Anche in Spagna sono stati ritrovati fossili attribuiti con molti dubbi a questo genere (Sanz, 1983).